# Flight of Icarus
〈Flight of Icarus〉는 영국의 헤비 메탈 밴드 아이언 메이든의 노래이다. 이 음반은 여덟 번째 싱글로 발매되었고, 네 번째 스튜디오 음반인 《Piece of Mind》(1983년)의 첫 번째 싱글로 발매되었다. 이 밴드는 미국에서 발매된 첫 싱글로, 미국에서 아이언 메이든 싱글 중 가장 높은 위치인 《빌보드》 톱 음반 트랙 차트에서 8위를 차지하며 상당한 에어플레이를 얻은 그들의 몇 안 되는 곡들 중 하나가 되었다. 이 곡은 영국 싱글 차트에서 11위를 차지하며 영국에서도 성공을 거두었다.
아이언 메이든의 가장 유명한 노래 중 하나였지만, 〈Flight of Icarus〉는 1986년 이후 라이브로 공연되지 않고 마침내 2018년 5월 26일 에스토니아 탈린에서 다시 공연되었다.

## 개요
이 노래는 고대 그리스 신화인 이카로스에 대한 신화를 느슨하게 기초로 하고 있는데, 그는 아버지 다이달로스와 함께 크레타 왕궁에 수감되었다. 탈출을 위한 시도로, 그 두 사람은 날 수 있도록 깃털과 왁스로 날개를 만들었다. 불행히도 이카로스는 아버지의 충고를 듣지 못하고 태양에 너무 가까이 날아와 깃털을 잡아주는 밀랍을 녹여 바다에 떨어져 죽었다. 보컬리스트 브루스 디킨슨은 성인 권위에 대한 10대들의 반란의 우화처럼 만들기 위해 원작 이야기를 수정했고, 이 사건으로 이카로스가 사망하였다.
원작 신화를 패러디한 이 싱글 커버는 날개 달린 에디가 화염방사기로 이카로스를 죽이는 장면을 묘사한다. 이카로스는 레드 제플린의 레이블 로고로 사용된 윌리엄 림머의 《Evening: Fall of Day》의 모습과 닮았다. 예술가인 데릭 릭스에 따르면, 이것은 몇 년 전 레드 제플린의 이별에 대한 언급이다.
이 곡은 영국에서 발매와 동시에 비판을 받았는데, 게리 부셸은 "강력한 곡이라기 보다는 하드코어 영국 야금주의자들에게 인기가 없는 곡으로 보인다"고 평했다. 베이시스트 스티브 해리스는 이후 "미국에서 '이카로스'를 발매한 것은 실수였다"며 "녹음하기 전에 라이브로 돌파할 시간이 있었으면 좋았을 텐데, 훨씬 더 강력한 라이브, 훨씬 더 빠르고 무겁다"고 말했다. 디킨슨은 이 노래를 지지하며 "스티브는 결코 그것을 좋아하지 않았습니다. 그는 그것이 너무 느리다고 생각했지만, 나는 그것이 그 록스테디한 종류의 박자가 되기를 원했습니다. 그런 식으로 하면 미국 라디오에 나올 줄 알았고, 내 말이 맞았어요."
이 곡은 보컬의 리퍼 오웬스, 기타의 더그 알드리치, 베이스의 지미 베인, 드럼의 사이먼 라이트가 참여한 헌정 음반 《Numbers from the Beast》에 수록되어 있으며, 1983년 프로그레시브 메탈 밴드인 페이츠 워닝에 의해 커버되었다.

## 곡 목록
7인치 싱글
| #  | 제목                 | 작사·작곡                      | 재생 시간 |
| -- | -------------------- | ------------------------------ | --------- |
| 1. | 〈Flight of Icarus〉 | 아드리안 스미스, 브루스 디킨슨 | 3:49      |

| #  | 제목                                  | 작사·작곡     | 재생 시간 |
| -- | ------------------------------------- | ------------- | --------- |
| 2. | 〈I've Got the Fire (몬트로즈 커버)〉 | 로니 몬트로즈 | 2:37      |